# Ренников, Андрей Митрофанович
Андрей Ренников (настоящее имя Андрей Митрофанович Селитренников) (1882, Кутаиси — 23 ноября 1957, Ницца) — русский писатель, журналист и драматург, редактор, педагог.

## Биография
Родился в 1882 году в Кутаиси в семье присяжного поверенного Митрофана Селитренникова. Детство писателя прошло на Кавказе: сначала в Батуме, затем в Тифлисе. Он учился в пансионе 1-й Тифлисской гимназии. Мечтая стать музыкантом, играл на скрипке и изучал теорию музыки. Поступил в Новороссийский университет в Одессе, где окончил физико-математический и историко-филологический факультеты. Сочинение Ренникова «Система философии В. Вундта» было удостоено золотой медали. После окончания университета остался на кафедре философии, работая над диссертацией и ведя преподавательскую деятельность. Занялся журналистикой, сотрудничая с газетой «Одесский листок».
В 1912 году переехал в Санкт-Петербург и начал журналистскую деятельность в газете А. С. Суворина «Новое время», став редактором отдела «Внутренние новости». Фельетоны, рассказы и очерки Ренникова, печатавшиеся в газете, принесли ему популярность. В 1912—1913 годах издавались его сатирические романы «Сеятели вечного», «Тихая заводь» и «Разденься, человек», очерки «Самостийные украинцы», «Золото Рейна» и «В стране чудес: правда о прибалтийских немцах», сборник рассказов «Спириты, или другие юмористические рассказы». Таким образом, А. Ренников снискал известность у всей читающей публики России, однако либерально настроенные пресса и критика обходили писателя стороной (так как «Новое время» имело репутацию крайне правой газеты). В 1914-1916 годах — редактировал сатирический еженедельник «Лукоморье». В 1915 году Ренников содействовал И. Л. Солоневичу попасть в штат редакции «Нового времени», на обзоры провинциальной печати.
Февральскую революцию и Октябрьский переворот Ренников не принял и уехал в Ростов-на-Дону, занятый Добровольческой армией, где сотрудничая с ОСВАГом, работал редактором газеты «Заря России».
В марте 1920 года выехал из Новороссийска в Варну, откуда уехал в Югославию. В Белграде вместе с М. А. Сувориным (сыном А. С. Суворина) издавал газету «Новое Время» (1921—1926). Параллельно Ренников занимался драматургией: в Белграде вышла пьеса о жизни эмигрантов «Тамо далеко» (1922), в Софии изданы пьеса «Галлиполи» о добровольцах Белой Армии и комедия «Беженцы всех стран» (1925). В 1925—1926 годах вышли романы «Души живые», «Диктатор мира», «За тридевять земель».
В 1926 году Ренников предпринимал попытки перенести «Новое Время» в Париж, но безуспешно, после чего переехал в город один. В Париже он стал сотрудником газеты «Возрождение», в которой регулярно печатались рассказы, статьи и очерки о жизни русских эмигрантов, отрывки из новых произведений в рубрике «Маленький фельетон». В Париже выходили сборник рассказов «Незваные варяги» (1929) (о находчивости русских эмигрантов на чужбине) и детективный роман «Зеленые дьяволы».
В 1940 году из оккупированного немцами Парижа Ренников переехал на юг Франции, продолжая писать статьи для «Возрождения», с редакцией которого продолжал сотрудничать и после войны. Печатался также в газетах «Россия» и «Русская мысль». В послевоенные годы писателем использовался также другой псевдоним — «Антар», под которым выходили произведения в сборнике «Живым и гордым», в журналах «Возрождение», «Для вас», газетах «Вечернее время», «Галлиполи», «Заря» и роман «Кавказская рапсодия» (1952 год).
Умер 23 ноября 1957 года после тяжелой продолжительной болезни в Пастеровском госпитале Ниццы и был похоронен на кладбище Кокад.

## Публикации
- Незваные варяги. Париж, 1929.
- Комедии: Сказка жизни. Пестрая семья. Чертова карусель. Золотая работница. Брак по расчету. Жених. Встреча. Париж, 1931.
- Зеленые дьяволы. Разденься, человек! — М.: Престиж-бук, 2013. — 416 стр., илл. (Серия «Ретро библиотека приключений и научной фантастики»)
- Ренников А. М. Потому и сидим. Фельетоны и очерки / Ред.-сост.: А. Г. Власенко, М. Г. Талалай. — СПб. : Алетейя, 2018. — 810 с. — ISBN 978-5-907115-05-7.
- Ренников А. М. Было всё, будет всё / Ред.-сост.: А. Г. Власенко, М. Г. Талалай. — СПб. : Алетейя, 2020. — 732 с. — ISBN 978-5-00165-153-6.
- Ренников А. М. Души живые / Ред.-сост.: А. Г. Власенко, М. Г. Талалай. — СПб. : Росток (ООО «Полиграф»), 2021. — 620 с. — (Неизвестный XX век). — ISBN 978-5-94668-299-2.